# Národní park Pantanal Matogrossense
Národní park Pantanal Matogrossense (portugalsky Parque Nacional do Pantanal Matogrossense) je národní park v Brazílii, ve spolkovém státě Mato Grosso. Zároveň se jedná o součást komplexu chráněných území regionu Pantanal (společně s okolními, menšími rezervacemi) - světového přírodního dědictví UNESCO. Národní park vznikl v roce 1981. Jeho rozloha je 1 356 km²., celková rozloha pod ochranou UNESCO pak 1 878 km².
Pantanal (z portugalského slova pantano - bažina) je rozsáhlá močálovitá krajina na jihozápadě Brazílie v povodí řek Paraguay a Cuiabá. Ze zástupců zdejší fauny lze jmenovat např. zvířata jako ocelot velký, jelenec bahenní, jaguár americký, mravenečník velký, guan středobrazilský, vydra obrovská, kněžík bolivijský a pásovec velký.

## Fotogalerie

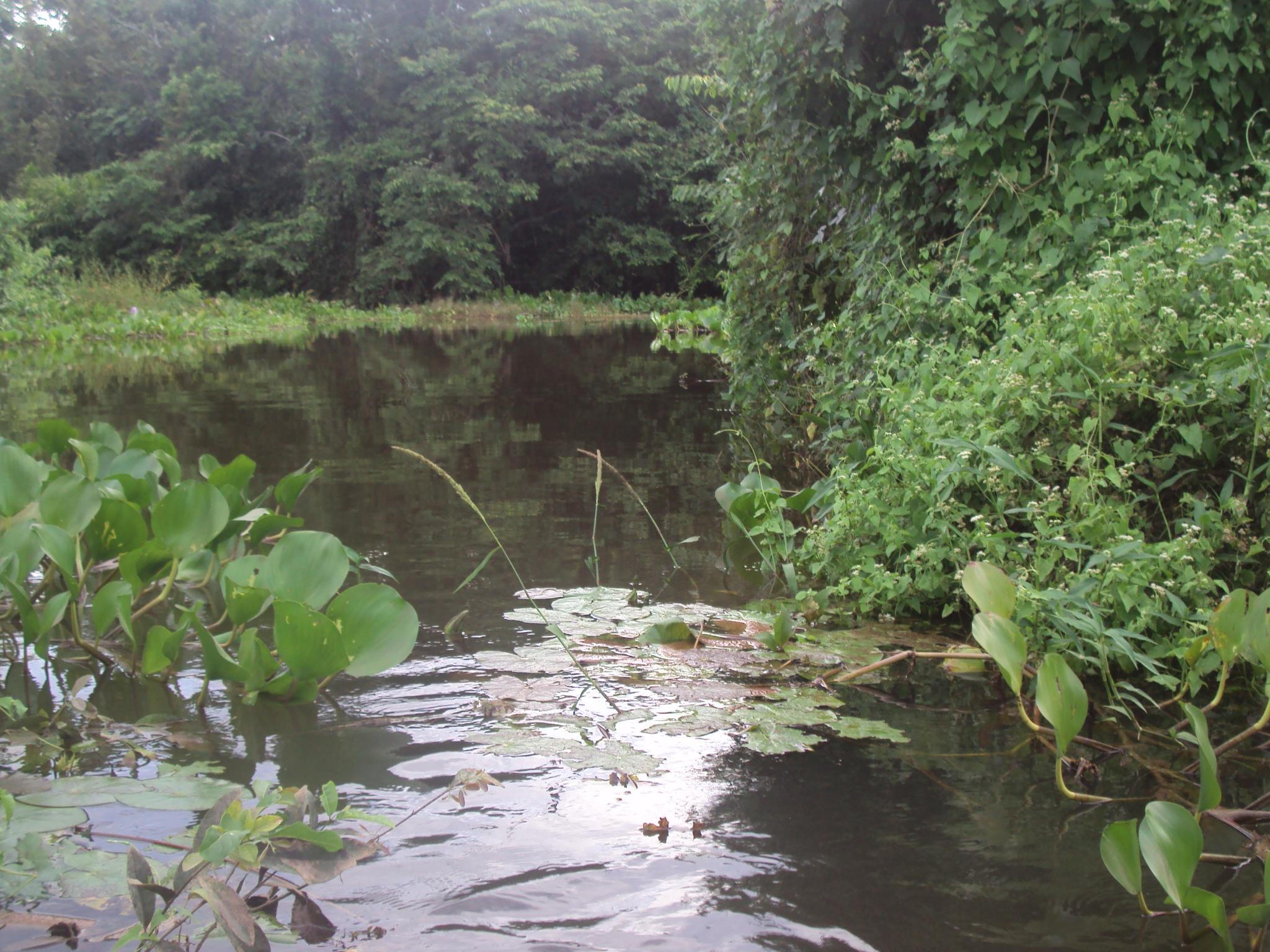
řeka Cuiabá
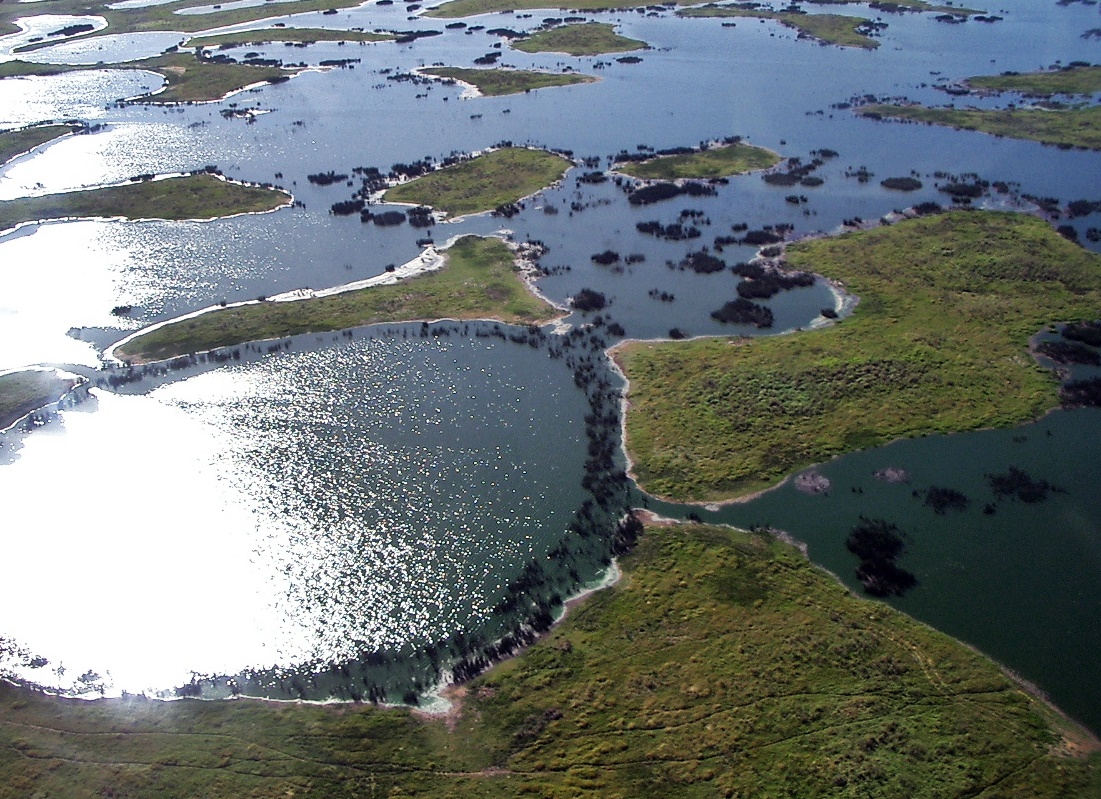
letecký snímek
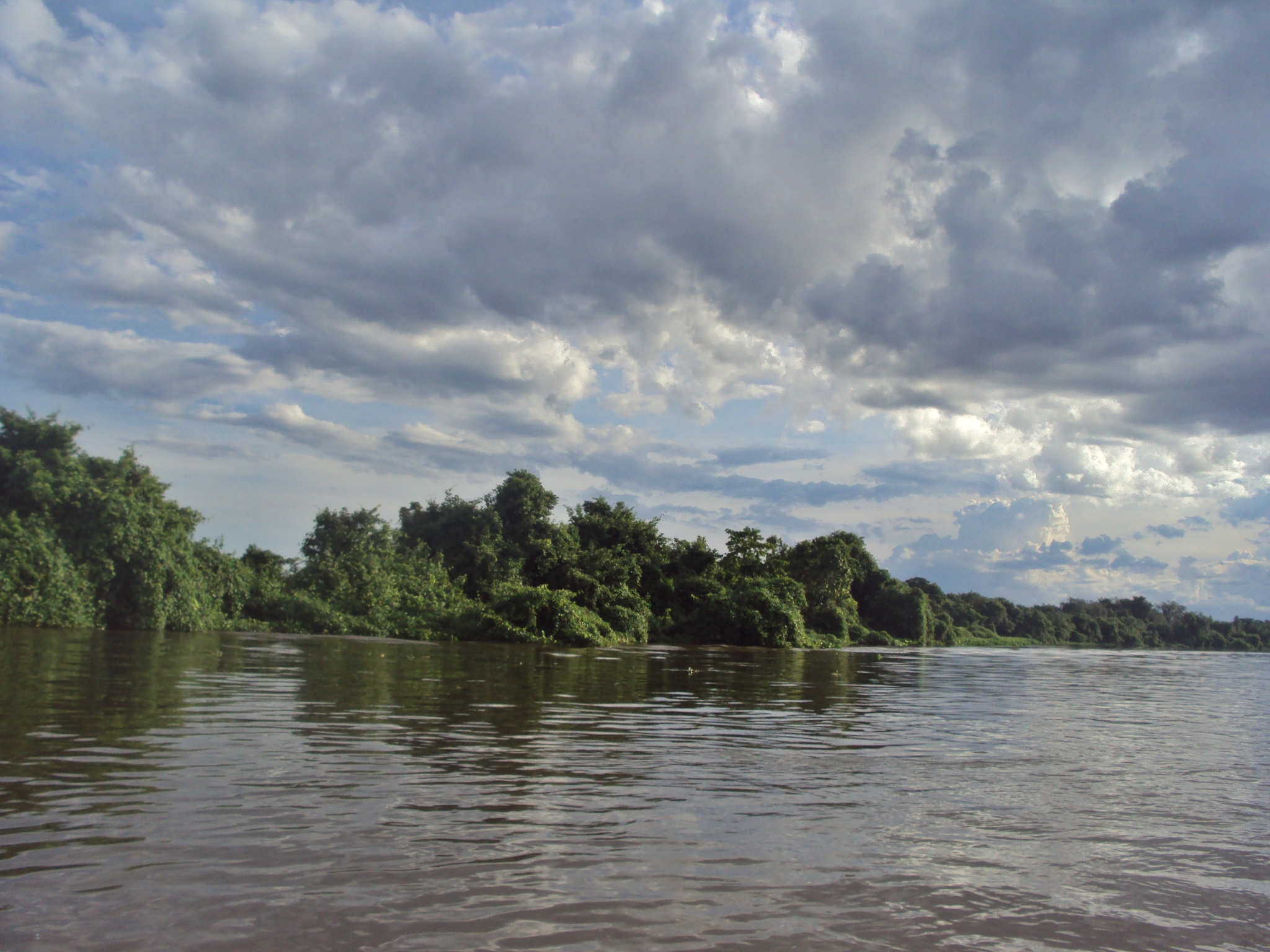
zdejší lesní porost